# Беседующий гражданин
«Беседующий гражданин» — ежемесячный журнал масонской направленности, издававшийся в Петербурге с января по декабрь 1789 года. У истоков издания стояли представители Общества друзей словесных наук; издателем был историк и публицист Михаил Антоновский.
Определённое влияние на журнал оказывал Александр Радищев, который входил в состав Общества и на правах товарища консультировал издателя и авторов «Беседующего гражданина».

## Тематическая направленность
В «Беседующем гражданине» много внимания уделялось самопознанию и самосовершенствованию человека. Так, авторы программной статьи «Придорожная гостиница, или Нечаянная беседа», опубликованной в первом выпуске журнала, рассуждали о влиянии высоконравственной личности на общество. В февральском номере была напечатана статья «Хризимон, или Дух истинного гражданина», в которой говорилось, что уединение и отказ от славы — это заслуженный отдых дворянина.
Журнал был наполнен поучениями, наставлениями, беседами; стихи, появлявшиеся на его страницах, развивали тему отрешённости и единения с природой. В переведённых произведениях все иностранные термины заменялись русскими.

## Полемика с И. А. Крыловым
Баснописец и издатель журнала «Почта духов» Иван Крылов язвительно называл журнал, выпускаемый Антоновским, «Бредящим мещанином». Суть разногласий сводилась к тому, что «Беседующий гражданин» критически относился к жанру сатиры как таковому, а «Почта духов», в свою очередь, не принимала мистических настроений и назидательно-морализаторских установок своего оппонента.
По данным исследователей, полемика между изданиями была начата «Беседующим гражданином», представители которого, возможно, ознакомились в типографии (которая поначалу была общей) с готовящимся к печати номером «Почты духов» и в первом же выпуске опубликовали сочинение «Бредни праздного педанта». В тексте, напоминавшем пародию, звучал явный намёк на Крылова и его журнал.
В результате владельцу типографии Ивану Рахманинову пришлось выбирать между двумя изданиями; он предпочёл дальнейшее сотрудничество с «Почтой духов».

## «Беседа о том, что есть сын Отечества»

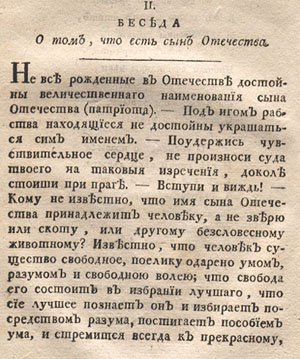
Статья А. Н. Радищева «Беседа о том, что есть сын Отечества»

В декабрьском номере «Беседующего гражданина» была опубликована неожиданно острая статья под названием «Беседа о том, что есть сын Отечества», начинавшаяся словами: «Не все рождённые в Отечестве достойны величественного наименования сына Отечества (патриота). Под игом рабства находящиеся недостойны украшаться сим именем».
Долгое время имя автора было неизвестно. Оно было установлено после того, как в 1906 году «Русский вестник» напечатал «Записки Сергея Алексеевича Тучкова 1768—1898», в которых рассказывалось, что статья была написана Радищевым. По словам Тучкова, когда будущий автор «Путешествия из Петербурга в Москву» представил «Беседу…» членам Общества друзей словесных наук, те в целом её приняли, однако мало кто верил, что это сочинение пропустит цензура. Тогда Радищев лично отвёз весь номер в Управу благочиния. Бдительность чиновников, привыкших к полусонной тональности «Беседующего гражданина», видимо, притупилась, и они подписали разрешение на выход 12-го номера.
После публикации «Беседы о том, что есть сын Отечества» журнал был закрыт.